# 주고 싶은 마음
"주고 싶은 마음"은 1976년에 개봉한 대한민국의 영화이다.

## 캐스팅
- 송승환
- 김영란
- 박미영